# Liste des anciennes communes de la Côte-d'Or
Cette page a pour objectif de retracer toutes les modifications communales dans le département de la Côte-d'Or : les anciennes communes qui ont existé depuis la Révolution française, ainsi que les créations, les modifications officielles de nom, ainsi que les échanges de territoires entre communes.
Dans un département en partie montagneux, et bien que l'exode rural ait été marqué, le tissu communal est resté plutôt stable depuis plus de 200 ans. Le maillage communal très fin compte un grand nombre de communes, pour la plupart aujourd'hui très peu peuplées et qui néanmoins ne se sont que difficilement laissé tenter par des regroupements.
En 1800, le département comptait 738 communes . En 1865, il en comptait 717, un nombre qui va rester inchangé pendant un siècle. Aujourd'hui le département compte 698 communes (au 1er janvier 2025).

## Fusions
| Nom de la nouvelle commune               | Communes réunies                                   | Régime                                                          | Date (et nature) de la décision                | Date d'effet                                   |
| ---------------------------------------- | -------------------------------------------------- | --------------------------------------------------------------- | ---------------------------------------------- | ---------------------------------------------- |
| Collonges-et-Premières                   | Collonges-lès-Premières                            | commune nouvelle (avec communes déléguées)                      | 22 février 2019 (Arrêté)                       | 28 février 2019                                |
| Collonges-et-Premières                   | Premières                                          | commune nouvelle (avec communes déléguées)                      | 22 février 2019 (Arrêté)                       | 28 février 2019                                |
| Neuilly-Crimolois                        | Neuilly-lès-Dijon                                  | commune nouvelle (avec communes déléguées)                      | 4 février 2019 (Arrêté)                        | 28 février 2019                                |
| Neuilly-Crimolois                        | Crimolois                                          | commune nouvelle (avec communes déléguées)                      | 4 février 2019 (Arrêté)                        | 28 février 2019                                |
| Tart                                     | Tart-le-Haut                                       | commune nouvelle (avec communes déléguées)                      | 26 décembre 2018 (Arrêté)                      | 1er janvier 2019                               |
| Tart                                     | Tart-l'Abbaye                                      | commune nouvelle (avec communes déléguées)                      | 26 décembre 2018 (Arrêté)                      | 1er janvier 2019                               |
| Le Val-Larrey                            | Flée                                               | commune nouvelle (avec communes déléguées)                      | 21 novembre 2018 (Arrêté)                      | 1er janvier 2019                               |
| Le Val-Larrey                            | Bierre-lès-Semur                                   | commune nouvelle (avec communes déléguées)                      | 21 novembre 2018 (Arrêté)                      | 1er janvier 2019                               |
| Valforêt                                 | Clémencey                                          | commune nouvelle (SANS communes déléguées depuis le 1-1-2020)   | 21 novembre 2018 (Arrêté)                      | 1er janvier 2019                               |
| Valforêt                                 | Quemigny-Poisot                                    | commune nouvelle (SANS communes déléguées depuis le 1-1-2020)   | 21 novembre 2018 (Arrêté)                      | 1er janvier 2019                               |
| Longeault-Pluvault                       | Longeault                                          | commune nouvelle (avec communes déléguées)                      | 28 septembre 2018 (Arrêté)                     | 1er janvier 2019                               |
| Longeault-Pluvault                       | Pluvault                                           | commune nouvelle (avec communes déléguées)                      | 28 septembre 2018 (Arrêté)                     | 1er janvier 2019                               |
| Cormot-Vauchignon                        | Cormot-le-Grand                                    | commune nouvelle (SANS communes déléguées)                      | 2 décembre 2016 (Arrêté)                       | 1er janvier 2017                               |
| Cormot-Vauchignon                        | Vauchignon                                         | commune nouvelle (SANS communes déléguées)                      | 2 décembre 2016 (Arrêté)                       | 1er janvier 2017                               |
| Val-Mont                                 | Jours-en-Vaux                                      | commune nouvelle (SANS communes déléguées depuis le 31-12-2019) | 23 décembre 2015 (Arrêté)                      | 1er janvier 2016                               |
| Val-Mont                                 | Ivry-en-Montagne                                   | commune nouvelle (SANS communes déléguées depuis le 31-12-2019) | 23 décembre 2015 (Arrêté)                      | 1er janvier 2016                               |
| Source-Seine                             | Blessey                                            | fusion simple                                                   | 30 septembre 2008 (Arrêté)                     | 1er janvier 2009                               |
| Source-Seine                             | Saint-Germain-Source-Seine                         | fusion simple                                                   | 30 septembre 2008 (Arrêté)                     | 1er janvier 2009                               |
| Labergement-lès-Auxonne-Billey-Flagey    | Labergement-lès-Auxonne (commune rétablie en 1983) | fusion association (dissoute en 1983)                           | 21 mai 1973 (Arrêté)                           | 1er juin 1973                                  |
| Labergement-lès-Auxonne-Billey-Flagey    | Billey (commune rétablie en 1983)                  | fusion association (dissoute en 1983)                           | 21 mai 1973 (Arrêté)                           | 1er juin 1973                                  |
| Labergement-lès-Auxonne-Billey-Flagey    | Flagey-lès-Auxonne (commune rétablie en 1983)      | fusion association (dissoute en 1983)                           | 21 mai 1973 (Arrêté)                           | 1er juin 1973                                  |
| Nolay                                    | Nolay                                              | fusion simple                                                   | 30 mars 1973 (Arrêté)                          | 1er avril 1973                                 |
| Nolay                                    | Cirey-lès-Nolay                                    | fusion simple                                                   | 30 mars 1973 (Arrêté)                          | 1er avril 1973                                 |
| Montigny-Mornay-Villeneuve-sur-Vingeanne | Montigny-sur-Vingeanne                             | fusion association                                              | 29 décembre 1972 (Arrêté)                      | 31 décembre 1972                               |
| Montigny-Mornay-Villeneuve-sur-Vingeanne | Mornay                                             | fusion association                                              | 29 décembre 1972 (Arrêté)                      | 31 décembre 1972                               |
| Montigny-Mornay-Villeneuve-sur-Vingeanne | La Villeneuve-sur-Vingeanne                        | fusion association                                              | 29 décembre 1972 (Arrêté)                      | 31 décembre 1972                               |
| Premeaux-Prissey                         | Premeaux                                           | fusion simple                                                   | 29 décembre 1972 (Arrêté)                      | 31 décembre 1972                               |
| Premeaux-Prissey                         | Prissey                                            | fusion simple                                                   | 29 décembre 1972 (Arrêté)                      | 31 décembre 1972                               |
| Véronnes                                 | Véronnes-les-Grandes                               | fusion association (fusion simple depuis le 1-1-2010)           | 28 décembre 1972 (Arrêté)                      | 31 décembre 1972                               |
| Véronnes                                 | Véronnes-les-Petites                               | fusion association (fusion simple depuis le 1-1-2010)           | 28 décembre 1972 (Arrêté)                      | 31 décembre 1972                               |
| Grancey-le-Château-Neuvelle              | Grancey-le-Château                                 | fusion association                                              | 22 décembre 1972 (Arrêté)                      | 31 décembre 1972                               |
| Grancey-le-Château-Neuvelle              | Neuvelle-lès-Grancey                               | fusion association                                              | 22 décembre 1972 (Arrêté)                      | 31 décembre 1972                               |
| Messigny-et-Vantoux                      | Messigny                                           | fusion simple                                                   | 12 décembre 1972 (Arrêté)                      | 15 décembre 1972                               |
| Messigny-et-Vantoux                      | Vantoux-lès-Dijon                                  | fusion simple                                                   | 12 décembre 1972 (Arrêté)                      | 15 décembre 1972                               |
| Chaume-et-Courchamp                      | Chaume                                             | fusion simple                                                   | 27 octobre 1972 (Arrêté)                       | 15 novembre 1972                               |
| Chaume-et-Courchamp                      | Courchamp                                          | fusion simple                                                   | 27 octobre 1972 (Arrêté)                       | 15 novembre 1972                               |
| Nuits-Saint-Georges                      | Nuits-Saint-Georges                                | fusion                                                          | 14 avril 1970 (Arrêté)                         | 1er mai 1970                                   |
| Nuits-Saint-Georges                      | Concœur-et-Corboin                                 | fusion                                                          | 14 avril 1970 (Arrêté)                         | 1er mai 1970                                   |
| Belleneuve                               | Belleneuve                                         | fusion                                                          | 26 janvier 1965 (Arrêté)                       | 1er février 1965                               |
| Belleneuve                               | Arçon                                              | fusion                                                          | 26 janvier 1965 (Arrêté)                       | 1er février 1965                               |
| Saint-Léger-Triey                        | Saint-Léger                                        | fusion                                                          | 20 février 1861 (Décret)                       | 20 février 1861 (Décret)                       |
| Saint-Léger-Triey                        | Triey                                              | fusion                                                          | 20 février 1861 (Décret)                       | 20 février 1861 (Décret)                       |
| Marcilly-et-Dracy                        | Marcilly-lès-Vitteaux                              | fusion                                                          | 2 février 1861 (Décret)                        | 2 février 1861 (Décret)                        |
| Marcilly-et-Dracy                        | Dracy                                              | fusion                                                          | 2 février 1861 (Décret)                        | 2 février 1861 (Décret)                        |
| Vitteaux                                 | Vitteaux                                           | fusion                                                          | 30 janvier 1861 (Décret)                       | 30 janvier 1861 (Décret)                       |
| Vitteaux                                 | Cessey-lès-Vitteaux                                | fusion                                                          | 30 janvier 1861 (Décret)                       | 30 janvier 1861 (Décret)                       |
| Saint-Mesmin                             | Saint-Mesmin                                       | fusion                                                          | 26 janvier 1861 (Décret)                       | 26 janvier 1861 (Décret)                       |
| Saint-Mesmin                             | Corcelotte-en-Montagne                             | fusion                                                          | 26 janvier 1861 (Décret)                       | 26 janvier 1861 (Décret)                       |
| Magny-Montarlot                          | Magny-lès-Auxonne                                  | fusion                                                          | 22 décembre 1860 (Décret)                      | 22 décembre 1860 (Décret)                      |
| Magny-Montarlot                          | Montarlot                                          | fusion                                                          | 22 décembre 1860 (Décret)                      | 22 décembre 1860 (Décret)                      |
| Arcenant                                 | Arcenant                                           | fusion                                                          | 6 juillet 1860 (Loi)                           | 6 juillet 1860 (Loi)                           |
| Arcenant                                 | Chevrey                                            | fusion                                                          | 6 juillet 1860 (Loi)                           | 6 juillet 1860 (Loi)                           |
| Fixin                                    | Fixin                                              | fusion                                                          | 28 janvier 1860 (Décret)                       | 28 janvier 1860 (Décret)                       |
| Fixin                                    | Fixey                                              | fusion                                                          | 28 janvier 1860 (Décret)                       | 28 janvier 1860 (Décret)                       |
| Lacour-d'Arcenay                         | Lacour-d'Arcenay                                   | fusion                                                          | 21 janvier 1860 (Décret)                       | 21 janvier 1860 (Décret)                       |
| Lacour-d'Arcenay                         | Arcenay                                            | fusion                                                          | 21 janvier 1860 (Décret)                       | 21 janvier 1860 (Décret)                       |
| Saulieu                                  | Saulieu                                            | fusion                                                          | 19 mai 1859 (Loi)                              | 19 mai 1859 (Loi)                              |
| Saulieu                                  | Plat-Pays                                          | fusion                                                          | 19 mai 1859 (Loi)                              | 19 mai 1859 (Loi)                              |
| Montceau-et-Écharnant                    | Montceau                                           | fusion                                                          | 17 octobre 1857 (Décret)                       | 17 octobre 1857 (Décret)                       |
| Montceau-et-Écharnant                    | Écharnant                                          | fusion                                                          | 17 octobre 1857 (Décret)                       | 17 octobre 1857 (Décret)                       |
| Marcilly-Ogny                            | Marcilly                                           | fusion                                                          | 16 juillet 1849 (Loi)                          | 16 juillet 1849 (Loi)                          |
| Marcilly-Ogny                            | Ogny                                               | fusion                                                          | 16 juillet 1849 (Loi)                          | 16 juillet 1849 (Loi)                          |
| Bussy-la-Pesle                           | Bussy-la-Pesle                                     | fusion                                                          | 1820                                           | 1820                                           |
| Bussy-la-Pesle                           | Savranges                                          | fusion                                                          | 1820                                           | 1820                                           |
| Pluvault                                 | Pluvault                                           | fusion                                                          | 25 mars 1818 (Ordonnance)                      | 25 mars 1818 (Ordonnance)                      |
| Pluvault                                 | Longeault                                          | fusion                                                          | 25 mars 1818 (Ordonnance)                      | 25 mars 1818 (Ordonnance)                      |
| Barbirey-sur-Ouche                       | Barbirey-sur-Ouche                                 | fusion                                                          | 21 septembre 1813 (Décret)                     | 21 septembre 1813 (Décret)                     |
| Barbirey-sur-Ouche                       | Jaugey                                             | fusion                                                          | 21 septembre 1813 (Décret)                     | 21 septembre 1813 (Décret)                     |
| Montliot-et-Courcelles                   | Mont-Liot                                          | fusion                                                          | 11 janvier 1813 (Décret)                       | 11 janvier 1813 (Décret)                       |
| Montliot-et-Courcelles                   | Courcelles-les-Rangs                               | fusion                                                          | 11 janvier 1813 (Décret)                       | 11 janvier 1813 (Décret)                       |
| Concœur-et-Corboin                       | Concœur                                            | fusion                                                          | 18 novembre 1800 (Arrêté) (27 brumaire an 9)   | 18 novembre 1800 (Arrêté) (27 brumaire an 9)   |
| Concœur-et-Corboin                       | Corboin                                            | fusion                                                          | 18 novembre 1800 (Arrêté) (27 brumaire an 9)   | 18 novembre 1800 (Arrêté) (27 brumaire an 9)   |
| Dampierre-et-Flée                        | Dampierre-sur-Vingeanne                            | fusion                                                          | 10 octobre 1800 (Arrêté) (18 vendémiaire an 9) | 10 octobre 1800 (Arrêté) (18 vendémiaire an 9) |
| Dampierre-et-Flée                        | Fley                                               | fusion                                                          | 10 octobre 1800 (Arrêté) (18 vendémiaire an 9) | 10 octobre 1800 (Arrêté) (18 vendémiaire an 9) |
| Saulon-la-Chapelle                       | Saulon-la-Chapelle                                 | fusion                                                          | 17 juillet 1800 (Arrêté) (28 messidor an 8)    | 17 juillet 1800 (Arrêté) (28 messidor an 8)    |
| Saulon-la-Chapelle                       | Layer-le-Franc                                     | fusion                                                          | 17 juillet 1800 (Arrêté) (28 messidor an 8)    | 17 juillet 1800 (Arrêté) (28 messidor an 8)    |
| Détain-et-Bruant                         | Détain                                             | fusion                                                          | Avant 1806                                     | Avant 1806                                     |
| Détain-et-Bruant                         | Bruant                                             | fusion                                                          | Avant 1806                                     | Avant 1806                                     |
| Dijon                                    | Dijon                                              | fusion                                                          | Avant 1806                                     | Avant 1806                                     |
| Dijon                                    | Fontaine-Soyer                                     | fusion                                                          | Avant 1806                                     | Avant 1806                                     |
| Foncegrive                               | Foncegrive                                         | fusion                                                          | Avant 1806                                     | Avant 1806                                     |
| Foncegrive                               | Grive                                              | fusion                                                          | Avant 1806                                     | Avant 1806                                     |
| Mavilly                                  | Mavilly                                            | fusion                                                          | Avant 1806                                     | Avant 1806                                     |
| Mavilly                                  | Mandelot                                           | fusion                                                          | Avant 1806                                     | Avant 1806                                     |
| Saulieu                                  | Saulieu                                            | fusion                                                          | Avant 1806                                     | Avant 1806                                     |
| Saulieu                                  | Villeneuve                                         | fusion                                                          | Avant 1806                                     | Avant 1806                                     |
| Lucey                                    | Lucey                                              | fusion                                                          | 1795-1800                                      | 1795-1800                                      |
| Lucey                                    | Saint-Broin-lès-Lucey                              | fusion                                                          | 1795-1800                                      | 1795-1800                                      |
| Nesle-et-Massoult                        | Nesle                                              | fusion                                                          | 1795-1800                                      | 1795-1800                                      |
| Nesle-et-Massoult                        | Massoult                                           | fusion                                                          | 1795-1800                                      | 1795-1800                                      |
| Arceau                                   | Arceau                                             | fusion                                                          | 1790-1794                                      | 1790-1794                                      |
| Arceau                                   | Arcelot                                            | fusion                                                          | 1790-1794                                      | 1790-1794                                      |
| Bretenière                               | Bretenière                                         | fusion                                                          | 1790-1794                                      | 1790-1794                                      |
| Bretenière                               | Époisse (canton de Genlis)                         | fusion                                                          | 1790-1794                                      | 1790-1794                                      |
| Bure-les-Templiers                       | Bure-les-Templiers                                 | fusion                                                          | 1790-1794                                      | 1790-1794                                      |
| Bure-les-Templiers                       | Romprey                                            | fusion                                                          | 1790-1794                                      | 1790-1794                                      |
| Busserotte-et-Montenaille                | Busserotte                                         | fusion                                                          | 1790-1794                                      | 1790-1794                                      |
| Busserotte-et-Montenaille                | Montenaille                                        | fusion                                                          | 1790-1794                                      | 1790-1794                                      |
| Courcelles-Frémoy                        | Courcelles                                         | fusion                                                          | 1790-1794                                      | 1790-1794                                      |
| Courcelles-Frémoy                        | Frémois                                            | fusion                                                          | 1790-1794                                      | 1790-1794                                      |
| Fain-lès-Moutiers                        | Fain-lès-Moutiers                                  | fusion                                                          | 1790-1794                                      | 1790-1794                                      |
| Fain-lès-Moutiers                        | Saint-Just                                         | fusion                                                          | 1790-1794                                      | 1790-1794                                      |
| Foissy                                   | Foissy                                             | fusion                                                          | 1790-1794                                      | 1790-1794                                      |
| Foissy                                   | Antigny-le-Château                                 | fusion                                                          | 1790-1794                                      | 1790-1794                                      |
| Francheville                             | Francheville                                       | fusion                                                          | 1790-1794                                      | 1790-1794                                      |
| Francheville                             | Presnay                                            | fusion                                                          | 1790-1794                                      | 1790-1794                                      |
| Losne                                    | Losne                                              | fusion                                                          | 1790-1794                                      | 1790-1794                                      |
| Losne                                    | Changey                                            | fusion                                                          | 1790-1794                                      | 1790-1794                                      |
| Losne                                    | Maison-Dieu                                        | fusion                                                          | 1790-1794                                      | 1790-1794                                      |
| Les Maillys                              | Mailly-la-Ville                                    | fusion                                                          | 1790-1794                                      | 1790-1794                                      |
| Les Maillys                              | Mailly-le-Château                                  | fusion                                                          | 1790-1794                                      | 1790-1794                                      |
| Les Maillys                              | Mailly-le-Port                                     | fusion                                                          | 1790-1794                                      | 1790-1794                                      |
| Montigny-Montfort                        | Montigny                                           | fusion                                                          | 1790-1794                                      | 1790-1794                                      |
| Montigny-Montfort                        | Montfort                                           | fusion                                                          | 1790-1794                                      | 1790-1794                                      |
| Pont-et-Massène                          | Pont                                               | fusion                                                          | 1790-1794                                      | 1790-1794                                      |
| Pont-et-Massène                          | Massène                                            | fusion                                                          | 1790-1794                                      | 1790-1794                                      |
| Ruffey-lès-Échirey                       | Ruffey-lès-Échirey                                 | fusion                                                          | 1790-1794                                      | 1790-1794                                      |
| Ruffey-lès-Échirey                       | Échirey                                            | fusion                                                          | 1790-1794                                      | 1790-1794                                      |
| Saint-Seine-en-Bâche                     | Saint-Seine-en-Bâche                               | fusion                                                          | 1790-1794                                      | 1790-1794                                      |
| Saint-Seine-en-Bâche                     | Saint-Foy                                          | fusion                                                          | 1790-1794                                      | 1790-1794                                      |
| Saint-Thibault                           | Saint-Thibault                                     | fusion                                                          | 1790-1794                                      | 1790-1794                                      |
| Saint-Thibault                           | Maisons-aux-Moines                                 | fusion                                                          | 1790-1794                                      | 1790-1794                                      |
| Soirans-Fouffrans                        | Soirans                                            | fusion                                                          | 1790-1794                                      | 1790-1794                                      |
| Soirans-Fouffrans                        | Fouffrans                                          | fusion                                                          | 1790-1794                                      | 1790-1794                                      |
| Varois-et-Chaignot                       | Varois                                             | fusion                                                          | 1790-1794                                      | 1790-1794                                      |
| Varois-et-Chaignot                       | Chaignot                                           | fusion                                                          | 1790-1794                                      | 1790-1794                                      |
| Villars-et-Villenotte                    | Villars                                            | fusion                                                          | 1790-1794                                      | 1790-1794                                      |
| Villars-et-Villenotte                    | Villenotte                                         | fusion                                                          | 1790-1794                                      | 1790-1794                                      |

## Créations et rétablissements
| Nom de la commune créée | Commune affectée                      | Mode de création                             | Date (et nature) de la décision | Date d'effet                 |
| ----------------------- | ------------------------------------- | -------------------------------------------- | ------------------------------- | ---------------------------- |
| Billey                  | Labergement-lès-Auxonne-Billey-Flagey | Démembrement et suppression (rétablissement) | 11 mai 1982 (Arrêté)            | 1er janvier 1983             |
| Flagey-lès-Auxonne      | Labergement-lès-Auxonne-Billey-Flagey | Démembrement et suppression (rétablissement) | 11 mai 1982 (Arrêté)            | 1er janvier 1983             |
| Labergement-lès-Auxonne | Labergement-lès-Auxonne-Billey-Flagey | Démembrement et suppression (rétablissement) | 11 mai 1982 (Arrêté)            | 1er janvier 1983             |
| Longeault               | Pluvault                              | Démembrement                                 | 26 janvier 1844 (Ordonnance)    | 26 janvier 1844 (Ordonnance) |
| Savranges               | Bussy-la-Pesle                        | Démembrement                                 | 1813                            | 1813                         |

## Modifications de nom officiel
| Ancien nom               | Nouveau nom                    | Date (et nature) de la décision                                            |
| ------------------------ | ------------------------------ | -------------------------------------------------------------------------- |
| Sainte-Colombe           | Sainte-Colombe-en-Auxois       | 3 décembre 2014 (Décret)                                                   |
| Grenand-lès-Sombernon    | Grenant-lès-Sombernon          | 12 septembre 2005 (Décret)                                                 |
| Rochefort                | Rochefort-sur-Brévon           | 1er août 2003 (Décret)                                                     |
| Marcilly-lès-Vitteaux    | Marcilly-et-Dracy              | 1er janvier 2001 (Date d'effet) Rectification d'une erreur par l'INSEE     |
| Molesmes                 | Molesme                        | 22 décembre 1997 (Décret)                                                  |
| Chorey                   | Chorey-les-Beaune              | 1er janvier 1995 (Date d'effet) Rectification d'une erreur par l'INSEE     |
| Mirebeau                 | Mirebeau-sur-Bèze              | 26 mars 1993 (Décret)                                                      |
| Soirans-Fouffrans        | Soirans                        | 26 mars 1993 (Décret)                                                      |
| Champeau                 | Champeau-en-Morvan             | 5 août 1992 (Décret)                                                       |
| Serrigny                 | Ladoix-Serrigny                | 21 juin 1988 (Décret)                                                      |
| Charrey                  | Charrey-sur-Seine              | 16 janvier 1985 (Décret)                                                   |
| Lemeix                   | Le Meix                        | 1er janvier 1982 (Date d'effet) Commission de révision du nom des communes |
| Voulaines                | Voulaines-les-Templiers        | 9 février 1968 (Décret)                                                    |
| Jours                    | Jours-lès-Baigneux             | 14 novembre 1967 (Décret)                                                  |
| Ivry                     | Ivry-en-Montagne               | 21 décembre 1961 (Décret),                                                 |
| Longecourt               | Longecourt-en-Plaine           | 21 décembre 1961 (Décret),                                                 |
| Venarey                  | Venarey-les Laumes             | 21 décembre 1961 (Décret),                                                 |
| Vantoux                  | Vantoux-lès-Dijon              | 21 janvier 1954 (Décret)                                                   |
| Bellenod-sous-Origny     | Bellenod-sur-Seine             | 18 octobre 1952 (Décret)                                                   |
| Bligny-sous-Beaune       | Bligny-lès-Beaune              | 11 avril 1949 (Décret)                                                     |
| Chazilly-le-Haut         | Chazilly                       | 3 novembre 1938 (Décret)                                                   |
| Épernay                  | Épernay-sous-Gevrey            | 26 mars 1938 (Décret)                                                      |
| Soissons                 | Soissons-sur-Nacey             | 21 juillet 1937 (Décret)                                                   |
| Hauteville               | Hauteville-lès-Dijon           | 19 décembre 1936 (Décret)                                                  |
| Laperrière               | Laperrière-sur-Saône           | 21 mars 1936 (Décret)                                                      |
| Sennecey                 | Sennecey-lès-Dijon             | 10 août 1932 (Décret)                                                      |
| Mavilly                  | Mavilly-Mandelot               | 2 mars 1929 (Décret)                                                       |
| Bouze                    | Bouze-lès-Beaune               | 29 juillet 1928 (Décret)                                                   |
| Veuxhaulles              | Veuxhaulles-sur-Aube           | 29 juillet 1928 (Décret)                                                   |
| Soussey                  | Soussey-sur-Brionne            | 20 février 1928 (Décret)                                                   |
| Chorey                   | Chorey-lès-Beaune              | 2 février 1927 (Décret)                                                    |
| Morey                    | Morey-Saint-Denis              | 19 janvier 1927 (Décret)                                                   |
| Auxey-le-Grand           | Auxey-Duresses                 | 10 juillet 1924 (Décret),                                                  |
| Vandenesse               | Vandenesse-en-Auxois           | 22 novembre 1923 (Décret)                                                  |
| La Chaleur               | Vieilmoulin                    | 9 août 1923 (Décret)                                                       |
| Pernand                  | Pernand-Vergelesses            | 20 décembre 1922 (Décret)                                                  |
| Chailly                  | Chailly-sur-Armançon           | 14 novembre 1921 (Décret)                                                  |
| Saint-Léger-de-Fourches  | Champeau                       | 13 février 1911 (Décret)                                                   |
| Montlay                  | Montlay-en-Auxois              | 7 octobre 1905 (Décret)                                                    |
| Courcelles-sous-Grignon  | Courcelles-lès-Montbard        | 28 mai 1902 (Décret)                                                       |
| Nuits-sous-Beaune        | Nuits-Saint-Georges            | 10 mai 1892 (Décret)                                                       |
| Saint-Beury              | Beurizot                       | 23 mai 1889 (Décret)                                                       |
| Thorey-lès-Époisses      | Thorey-en-Plaine               | 13 février 1889 (Décret)                                                   |
| Noiron-lès-Cîteaux       | Noiron-sous-Gevrey             | 28 octobre 1886 (Décret)                                                   |
| Flagey-lès-Gilly         | Flagey-Echézeaux               | 3 mars 1886 (Décret)                                                       |
| Poncey-lez-Pellerey      | Poncey-sur-l'Ignon             | 9 juin 1885 (Décret)                                                       |
| Chassagne-le-Haut        | Chassagne-Montrachet           | 27 novembre 1879 (Décret)                                                  |
| Puligny                  | Puligny-Montrachet             | 27 novembre 1879 (Décret)                                                  |
| Chambolle                | Chambolle-Musigny              | 15 mars 1878 (Décret)                                                      |
| Saint-Germain-la-Feuille | Saint-Germain-Source-Seine     | 22 juillet 1873 (Décret)                                                   |
| Vosne                    | Vosne-Romanée                  | 11 avril 1866 (Décret)                                                     |
| Savigny-sous-Beaune      | Savigny-lès-Beaune             | 11 avril 1863 (Décret)                                                     |
| Aloxe                    | Aloxe-Corton                   | 22 mars 1862 (Décret)                                                      |
| Champignolles            | Champignolles-les-Hospitaliers | 27 février 1854 (Décret)                                                   |
| Flavigny                 | Flavigny-sur-Ozerain           | 21 juillet 1848 (Arrêté)                                                   |
| Noiron-sous-Bèze         | Noiron-sur-Bèze                | 21 juillet 1848 (Arrêté)                                                   |
| Gevrey                   | Gevrey-Chambertin              | 17 octobre 1847 (Ordonnance)                                               |
| Beau-Séjour              | Saint-Seine-en-Bâche           | 23 novembre 1813 (Décret)                                                  |
| Saulx-en-Montagne        | Saulx-le-Duc                   | 23 novembre 1813 (Décret)                                                  |
| Montribois               | Saint-Andeux                   | 14 février 1813 (Décret)                                                   |
| Mont-sur-Brenne          | Saint-Remy                     | 2 décembre 1811 (Décret)                                                   |
| Bain-sur-Ouche           | Sainte-Marie-sur-Ouche         | 9 mai 1811 (Décret)                                                        |
| Avalon-sur-Vingeanne     | Saint-Maurice-sur-Vingeanne    | 2 novembre 1810 (Décret)                                                   |

## Modifications de limites communales
Le plus souvent, les modifications des limites communales décidées par arrêtés préfectoraux ne sont pas répertoriées dans le Journal officiel ni dans le Bulletin officiel.
| La commune de ...                                                 | ... cède du territoire à la commune de ...                        | précisions                                                             | Date (et nature) de la décision               |
| ----------------------------------------------------------------- | ----------------------------------------------------------------- | ---------------------------------------------------------------------- | --------------------------------------------- |
| Malain                                                            | Sainte-Marie-sur-Ouche                                            | 10 habitants                                                           | 26 mars 1964 (Décret)                         |
| Fleurey-sur-Ouche                                                 | Sainte-Marie-sur-Ouche                                            | 91 habitants                                                           | 26 mars 1964 (Décret)                         |
| Thoisy-la-Berchère                                                | Liernais                                                          | Hameau la Maison des Champs 11 habitants Superficie de 2 ha 41 a 10 ca | 6 juin 1962 (Décret)                          |
| Brochon                                                           | Gevrey-Chambertin                                                 | Lieu-dit les Baraques 24 habitants                                     | 18 décembre 1961 (Décret)                     |
| Chenôve                                                           | Dijon                                                             | 134 habitants                                                          | 7 juin 1960 (Arrêté) 24 juin 1960 (Arrêté)    |
| Dijon                                                             | Chenôve                                                           |                                                                        | 7 juin 1960 (Arrêté) 24 juin 1960 (Arrêté)    |
| Longvic                                                           | Dijon                                                             |                                                                        | 9 mai 1960 (Arrêté)                           |
| Dijon                                                             | Longvic                                                           | 3 habitants                                                            | 9 mai 1960 (Arrêté)                           |
| Dijon                                                             | Saint-Apollinaire                                                 | Superficie de 22 ha 30 ca                                              | 25 avril 1960 (Arrêté)                        |
| Saint-Apollinaire                                                 | Dijon                                                             | Superficie de 22 ha 20 a 4 habitants                                   | 25 avril 1960 (Arrêté)                        |
| Gevrolles                                                         | Montigny-sur-Aube                                                 | Territoire de Beauregard                                               | 9 décembre 1905 (Décret)                      |
| Quémigny-sur-Seine                                                | Ampilly-les-Bordes                                                |                                                                        | 23 décembre 1875 (Loi)                        |
| Soissons Vielverge                                                | Vielverge Soissons                                                |                                                                        | 4 février 1860 (Décret)                       |
| Vauchignon                                                        | Cirey                                                             | Enclave de Saigey                                                      | 11 juin 1842 (Loi)                            |
| Chevigny-en-Valière Saint-Gervais (Département de Saône-et-Loire) | Saint-Gervais (Département de Saône-et-Loire) Chevigny-en-Valière | Limite fixée par les rivières Dheune et Avant-Dheune                   | 29 mars 1829 (Loi)                            |
| Nolay                                                             | Change (Département de Saône-et-Loire)                            | Hameau de Marchezeuil                                                  | 15 septembre 1802 (Arrêté) 28 fructidor an 10 |

## Communes associées
Liste des communes ayant, ou ayant eu (en italique), à la suite d'une fusion, le statut de commune associée.
| Nom de la commune           | Code INSEE | Fusion-association                     | Fusion-association | Fusion-association      | Fusion-association                       | D - Défusion ou F - transformation de l'association en fusion simple | D - Défusion ou F - transformation de l'association en fusion simple | D - Défusion ou F - transformation de l'association en fusion simple | D - Défusion ou F - transformation de l'association en fusion simple            |
| Nom de la commune           | Code INSEE | date de la décision                    | date d'effet       | commune absorbante      | nom de la commune résultant de la fusion | D/F                                                                  | date de la décision                                                  | date d'effet                                                         | commentaire                                                                     |
| --------------------------- | ---------- | -------------------------------------- | ------------------ | ----------------------- | ---------------------------------------- | -------------------------------------------------------------------- | -------------------------------------------------------------------- | -------------------------------------------------------------------- | ------------------------------------------------------------------------------- |
| Neuvelle-lès-Grancey        | 21453      | Arrêté préfectoral du 22 décembre 1972 | 31 décembre 1972   | Grancey-le-Château      | Grancey-le-Château-Neuvelle              |                                                                      |                                                                      |                                                                      |                                                                                 |
| Billey                      | 21074      | Arrêté préfectoral du 21 mai 1973      | 1er juin 1973      | Labergement-lès-Auxonne | Labergement-lès-Auxonne-Billey-Flagey    | D                                                                    | Arrêté préfectoral du 11 mai 1982                                    | 1er janvier 1983                                                     | Labergement-lès-Auxonne-Billey-Flagey reprend le nom de Labergement-lès-Auxonne |
| Flagey-lès-Auxonne          | 21268      | Arrêté préfectoral du 21 mai 1973      | 1er juin 1973      | Labergement-lès-Auxonne | Labergement-lès-Auxonne-Billey-Flagey    | D                                                                    | Arrêté préfectoral du 11 mai 1982                                    | 1er janvier 1983                                                     | Labergement-lès-Auxonne-Billey-Flagey reprend le nom de Labergement-lès-Auxonne |
| Mornay                      | 21443      | Arrêté préfectoral du 29 décembre 1972 | 31 décembre 1972   | Montigny-sur-Vingeanne  | Montigny-Mornay-Villeneuve-sur-Vingeanne |                                                                      |                                                                      |                                                                      |                                                                                 |
| La Villeneuve-sur-Vingeanne | 21697      | Arrêté préfectoral du 29 décembre 1972 | 31 décembre 1972   | Montigny-sur-Vingeanne  | Montigny-Mornay-Villeneuve-sur-Vingeanne |                                                                      |                                                                      |                                                                      |                                                                                 |
| Véronnes-les-Petites        | 21668      | Arrêté préfectoral du 26 décembre 1972 | 31 décembre 1972   | Véronnes-les-Grandes    | Véronnes                                 | F                                                                    | Arrêté préfectoral du 25 août 2009                                   | 1er janvier 2010                                                     |                                                                                 |